# Inama (Adelsgeschlecht)

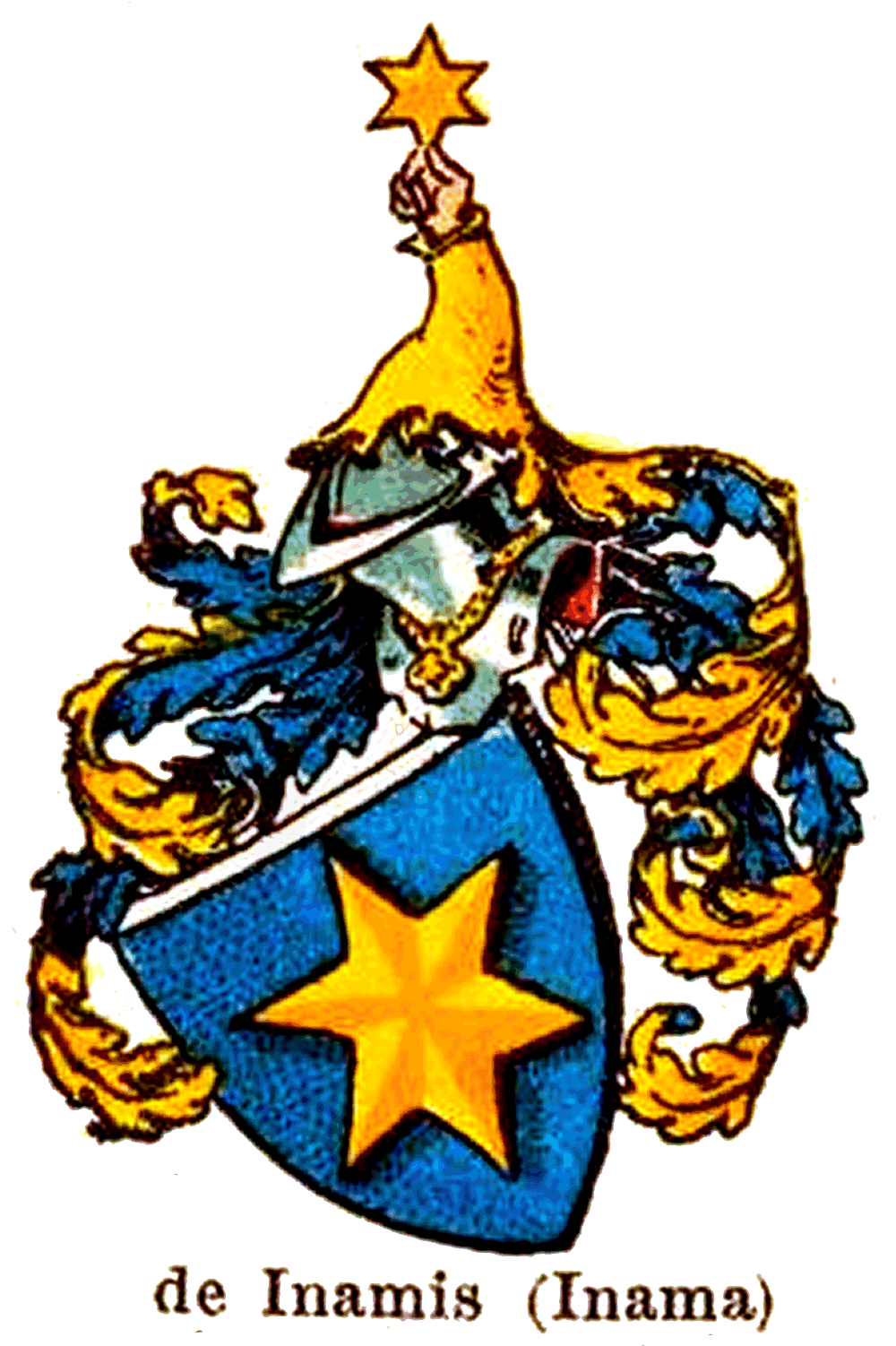
Stammwappen derer von Inama

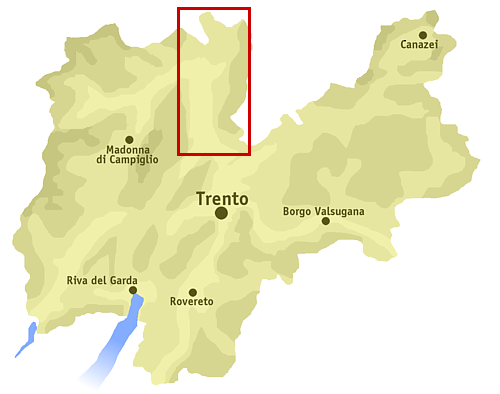
Lage des Nonstales in der Provinz Trient

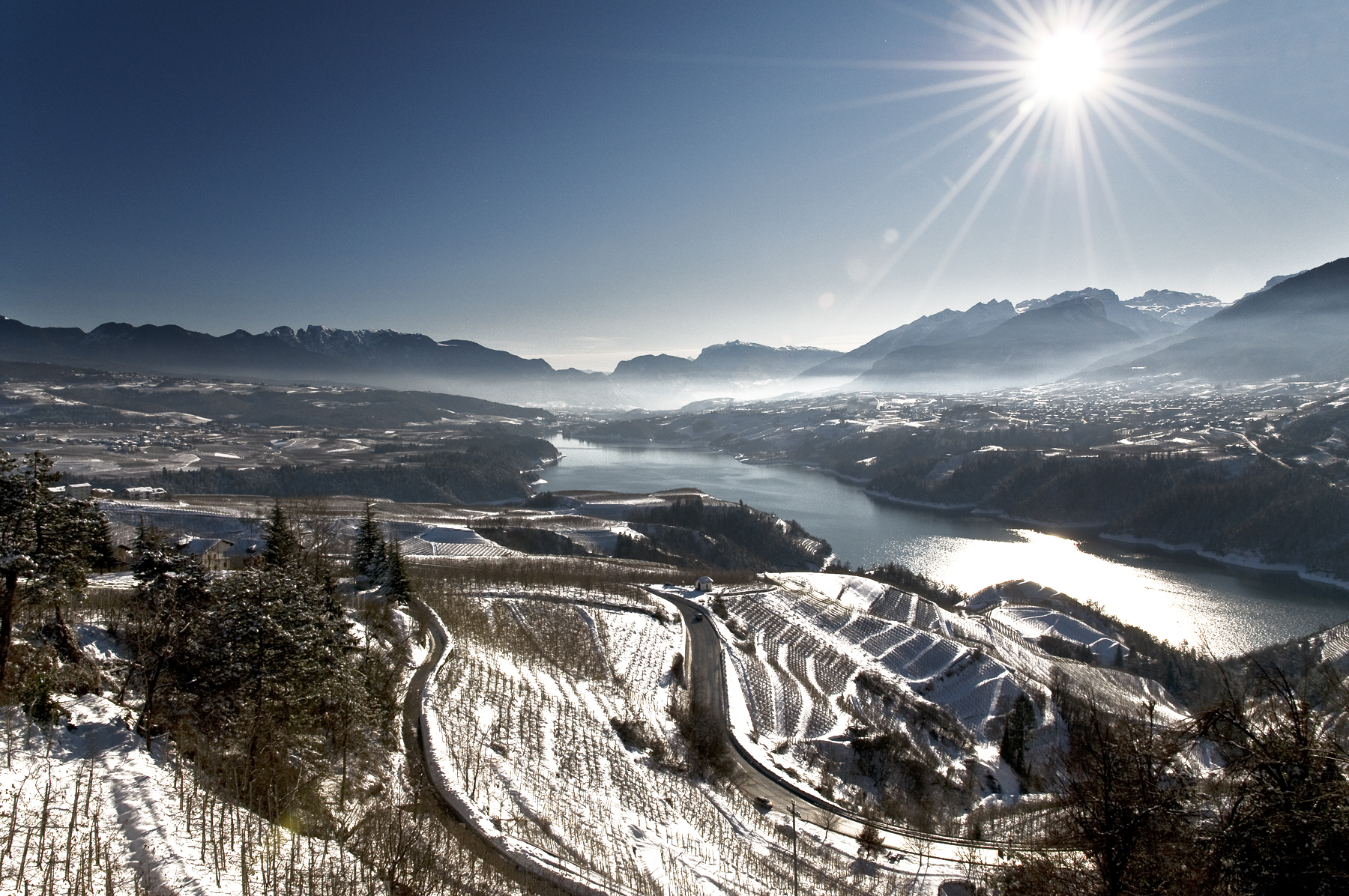
Winterliches Nonstal mit Stausee Lago di Santa Giustina unterhalb des Ortes Cles

Die Familie Inama stammt aus dem Nonstal im Trentino, dem früheren Welschtirol, wo der Name heute noch weit verbreitet ist. Die Ursprünge der Familie lassen sich bis ins 14. Jahrhundert zurückverfolgen. Das früheste Dokument erwähnt 1343 einen Inama in Dermulo, dessen Vater Bonaconta hieß und in Tres lebte.
Neben dem freien Bauernstand bis hin zum Vasallen der Grafen von Dermulo finden sich unter den Inama Priester und Rechtsanwälte, Notare, Richter und Rechtsgelehrte, Altphilologen, Geschichtswissenschaftler, Statistiker, Wirtschaftswissenschaftler, aber auch Missionare, Militärpersonen und Künstler. Mehrere Inama wurden wegen ihrer Verdienste in den Reichsadelsstand erhoben.
Im Laufe der Geschichte zogen immer wieder Familienmitglieder in andere Gemeinden des Nonstales, nach Trient, ins angrenzende Südtirol (Kaltern) und Nordtirol (Innsbruck) und sogar weiter ins Ausland und gründeten eigene Familienzweige. So stammen von einem um 1605 gestorbenen Antonio Inama die „Inama di Sarnonico“ und die „Inama di Sanzeno“ (beide im oberen Val di Non) sowie die „Inama-Sternegg“ ab.
Mehrere Autoren haben sich mit der Familiengeschichte der Inama beschäftigt, so Vigilio de Inama, der eine knapp gehaltene handgeschriebene Geschichte der adeligen Familienlinien verfasste sowie General Karl Ferdinand Inama von Sternegg, der ein umfassendes Werk veröffentlichte.S. 14 Als aktuelles Werk gilt Hanns Inama-Sterneggs Geschichte aller Familien Inama aus dem Jahr 1978.

## Einzelpersonen
- Peter Anton Inama (* 1715 in Nonsberg; † 12. Januar 1783 in Innsbruck) machte in Innsbruck als Hochschullehrer Karriere.
- Carolina Inama (* 1978 in Innsbruck), österreichische Fernsehmoderatorin
Carolina Inama studierte Kommunikationswissenschaft und Französisch mit Magisterabschluss und besuchte von 2000 bis 2001 das Österreichische Journalisten Kolleg. Danach arbeitete sie vier Jahre lang als Journalistin bei den Salzburger Nachrichten und begann ihre Moderatorenkarriere beim Österreichischen Rundfunk im Landesstudio Salzburg.[3]
Von 2006 bis 2010 moderierte sie das TV-Magazin „Newton – Neues aus der Welt der Wissenschaft“. Daneben moderierte sie Off-Air-Events wie FameLab (Talentewettbewerb für Wissenschaftskommunikation), den Nanoforschungspreis, SN-Sportlergala, die Starmania-Clubbings oder die Cannes Rolle und berichtete von verschiedenen Live-Veranstaltungen.[4]

## Linie Inama Sternfeld
Als bekanntestes Mitglied dieses Familienzweiges aus Fondo im oberen Nonstal gilt
- Vigilio von Inama (* 2. Dezember 1835 in Trient; † 12. Dezember 1912 in Mailand), ein österreichisch-italienischer klassischer Philologe, der sich im italienischen Sprachraum einen Namen in Forschung und Lehre der altgriechischen Sprache und Kultur machte.

## Linie Inama di Sarnonico
Aus diesem Familienzweig stammt der Prämonstratenser Pater Adalbert Inama (* 26. Dezember 1798 in Kaltern (Südtirol); † 28. Oktober 1879 in Roxbury (Wisconsin, USA)), ein Wiltener Chorherr, der sich bei der Missionierung von Wisconsin (USA) hervortat.

## Linie Inama-Sternegg
Für den deutschsprachigen Raum von besonderem Interesse ist der Familienzweig Inama-Sternegg, der mehrere in der österreichischen und deutschen Nationalbibliothek erwähnte Persönlichkeiten hervorgebracht hat.

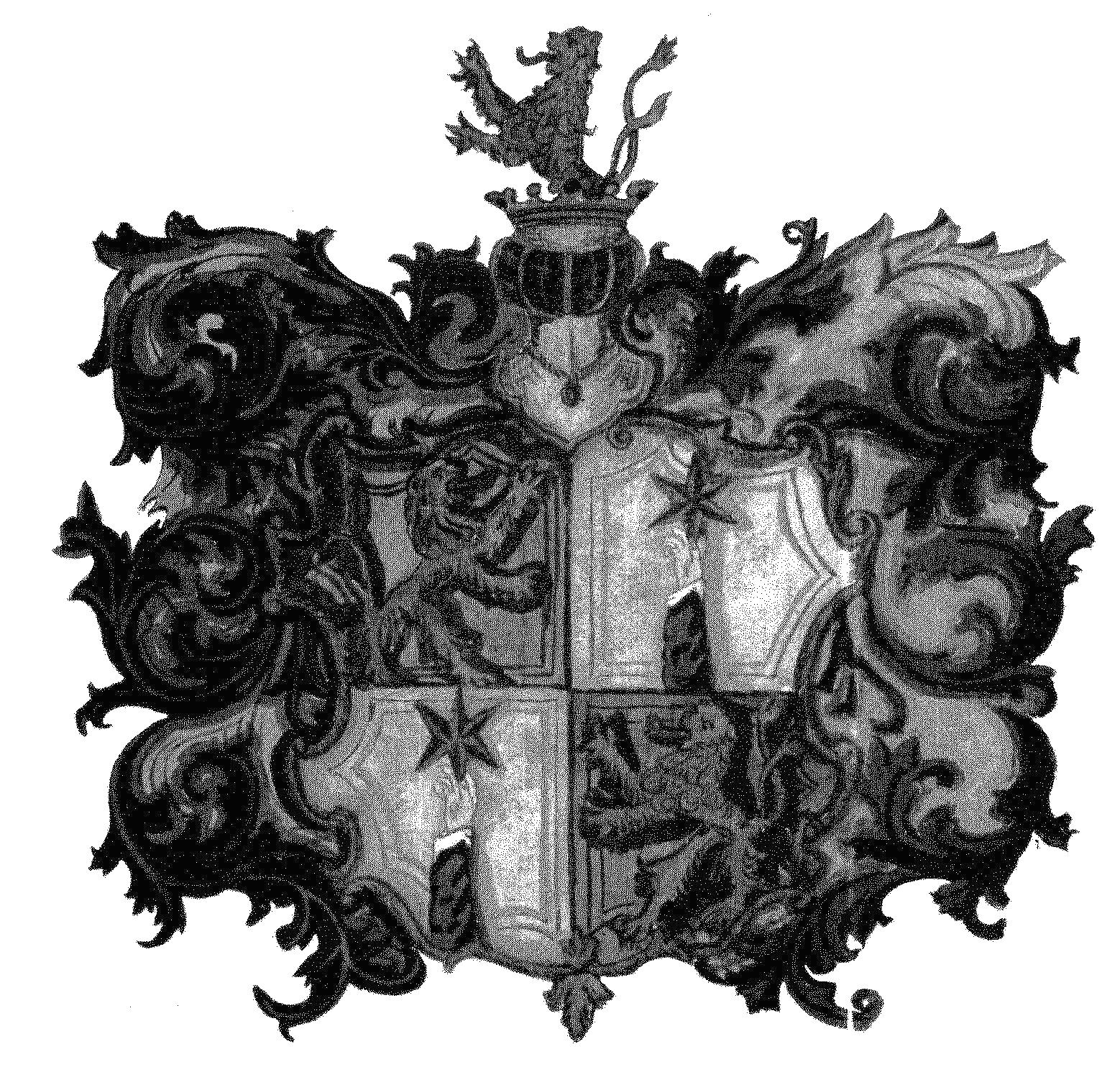
Wappen der Linie Inama-Sternegg

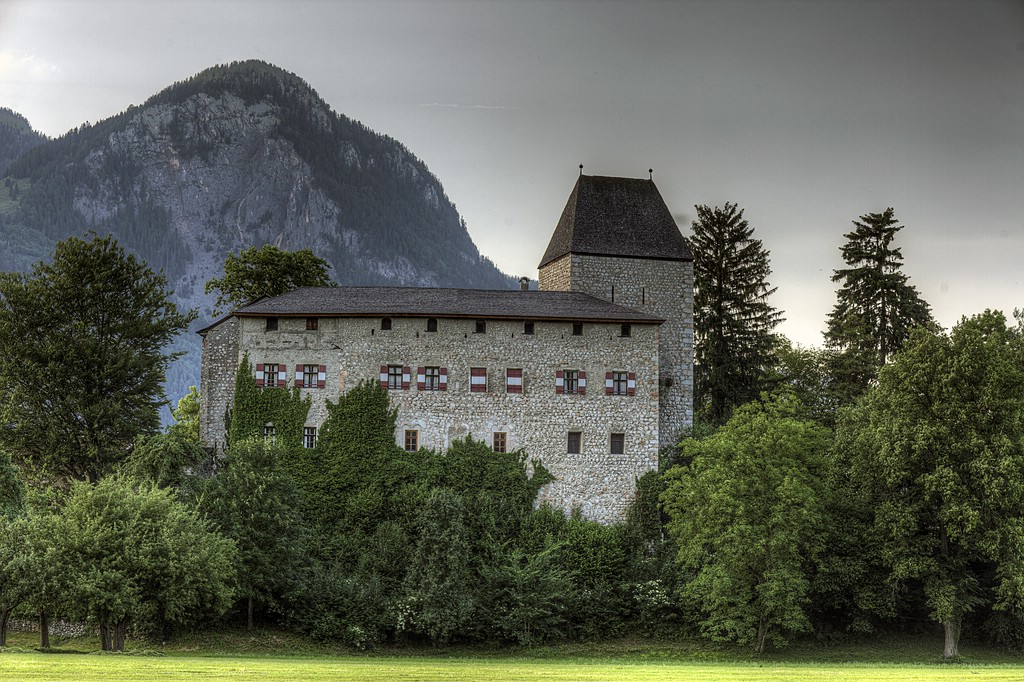
Familiensitz der Linie Inama-Sternegg: Burg Lichtenwerth in Tirol

An dessen Beginn steht Johann Anton Inama von Sternegg (* 1682; † 1749), Sohn des Bartlmä in Kaltern, der bzw. dessen Familienzweig 1704 in den Reichsadelsstand erhoben wurde.S. 8, 269 Die Inama-Sternegg erbten Burg Lichtenwerth im unteren Inntal zwischen Münster und Brixlegg in Tirol und machten sie zu ihrem Familiensitz.
Die bekanntesten Familienmitglieder waren Theodor Inama von Sternegg und seine nächsten Verwandten (siehe Stammliste).

### Stammliste um Theodor Inama von Sternegg
1. Paul Inama von Sternegg (1773–1826), bayerischer Landrichter (bei Hanns Inama Johann Paul, Sohn des Joseph Maria Blasius[2]S. 9)
  1. Johann Inama von Sternegg (1807–1868), bayerischer Oberstaatsanwalt 
1⚭ Emilie (1812–1843), Tochter des Regierungsrats Michael von Aschenbrier 
2⚭ 1850 Franziska (1825–1875) Tochter des Carl Albert Leopold von Stengel
    1. Theodor Inama von Sternegg (1843–1908), österreichischer Staatswissenschaftler, Wirtschaftshistoriker, Statistiker und Nationalökonom
      1. Karl Inama von Sternegg (1871–1931), österreichischer Genealoge und Heraldiker, Vorstand des Museums Ferdinandeum in Innsbruck
      2. Johann Paul Inama von Sternegg (1877–1950), Verwaltungsjurist (Sektionschef) im k.k. Handelsministerium
⚭ 1906 Friederike (1879–1966) Tochter des Clemens von Klinkowström
      3. Fanny Inama von Sternegg (1870–1928), österreichische Porträt-, Stillleben- und Historienmalerin
      4. Angelika (1878–1957) ⚭ Ernst Burger von Burgheim (1869–1945), Direktor der österreichischen Nationalbank

    2. Karl Inama von Sternegg (1851–1924), bayerischer General der Infanterie ⚭ 1880 Marie (1856–1950), Tochter des Oberappellationsgerichtsrates Friedrich Arnold

### 20. Jahrhundert
- Hanns Inama-Sternegg (* 7. August 1907 in Wien; † 9. April 1989 in Eppan), dessen Sohn Paul das derzeitige Oberhaupt der Linie Inama-Sternegg ist, war seit 1967 als Rechtsberater des Amtes des Hochkommissärs der Vereinten Nationen für die Flüchtlinge in Österreich für die Bundesländer Tirol und Vorarlberg tätig[2]S. 311
Er schrieb mehrere Bücher

‣ Hanns Inama-Sternegg: Karl Theodor von Inama-Sternegg im Lichte seiner Briefe. In: Valerie Müller: Karl Theodor von Inama-Sternegg; ein Leben für Staat und Wissenschaft, Universitätsverlag Wagner, Innsbruck 1976, ISBN 3-7030-0027-9
‣ Hanns Inama-Sternegg: Geschichte aller Familien Inama, Neuausgabe Österreichische Kommissionsbuchhandlung 1978, Veröffentlichungen der Universität Innsbruck (Online-Auszüge in der Google-Buchsuche)
‣ Hanns Inama-Sternegg/Elisabeth u. Josef Unterer: Der Romantiker Friedrich August von Klinkowström 1778–1835. Offizier, Maler, Schriftsteller und Pädagoge, o. O. o. J. (Bozen 1986)

## Linie Inama di Taio

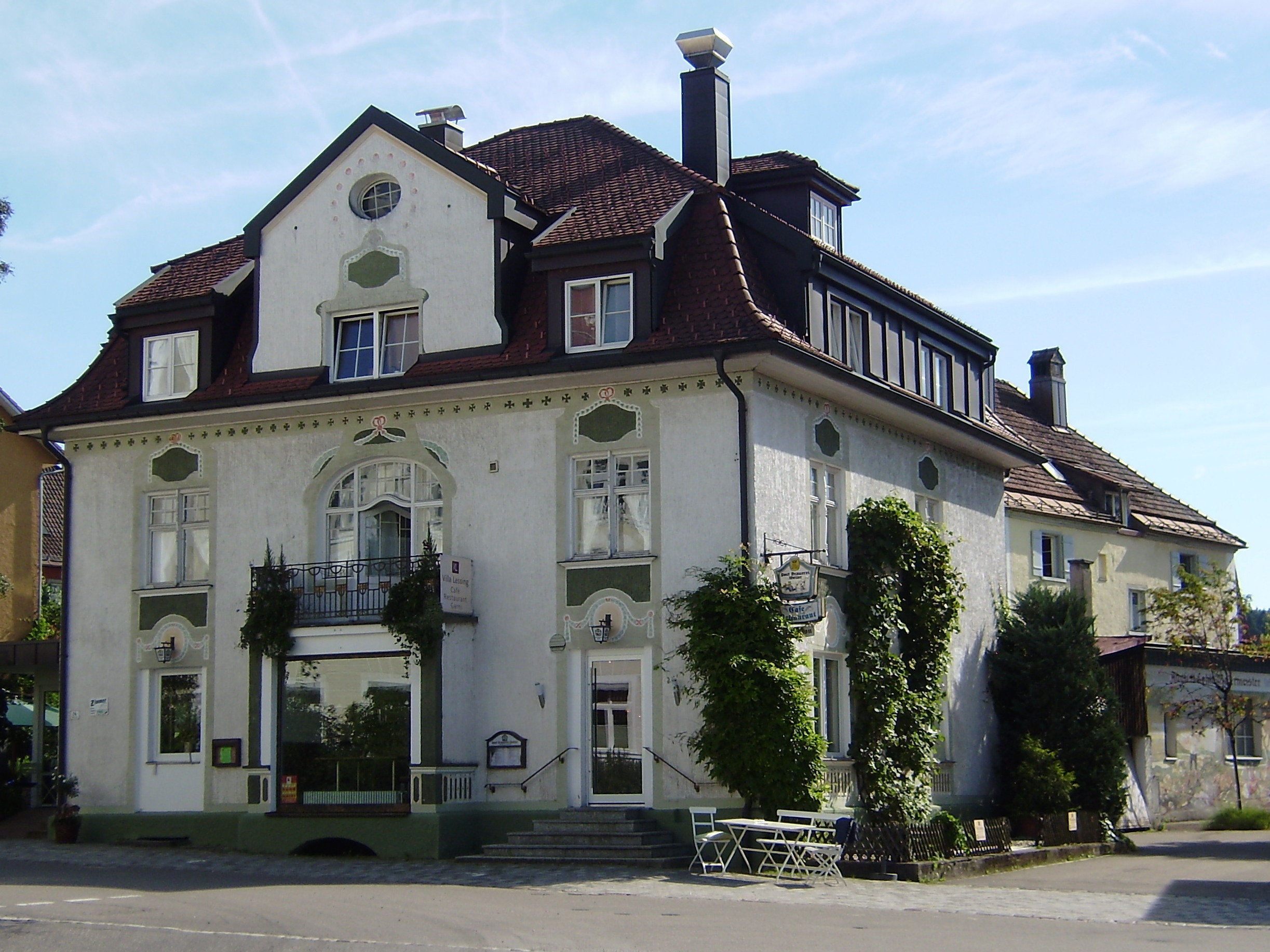
Villa Inama in Weiler im Allgäu

Im 18. Jahrhundert spezialisierte sich in Taio im Nonstal ein ortsansässiger Familienzweig auf die Herstellung von Geißelstäben aus italienischem Zwirgelholz und baute die Produktion erheblich aus. Zusammen mit selbstgekeltertem Welschtiroler Weiß- und Rotwein vertrieben die Inama ihre Peitschen über eine Genossenschaft auch ins Ausland nach Vorarlberg, in die Schweiz, nach Deutschland, Frankreich und sogar Amerika. Nachkommen eines Giovanni Inama (1774–1832) folgten den Vertriebsbeziehungen in diese Länder und gründeten dort heute noch bestehende Inama-Linien. Ein Peitschenmacher namens Nicolò Inama kam so nach Weiler im Allgäu, ließ sich vor dem Ersten Weltkrieg dort eine Villa im Jugendstil bauen und betrieb neben dem Peitschengeschäft eine Weinhandlung mit selbstgekelterten Trentiner und Südtiroler Weiß- und Rotweinen.S. 643–644